# 1939年大西洋飓风季
1939年大西洋飓风季于1939年6月12日正式开始，同年11月7日结束，每年大西洋盆地绝大多数热带气旋都是在这段时间形成。本季的活跃度偏低，只形成六场热带风暴，其中三个增强成飓风，一场达到大型飓风标准，即最高强度能达到现代萨菲尔-辛普森飓风等级下的三级飓风或以上标准。首场风暴于6月12日形成，最后一个气旋在11月6日消散。
所有风暴都曾对陆地产生一定程度影响。前两个气旋曾登陆美国海岸，但造成的破坏很小。第五号飓风是全年最强风暴，达到四级飓风标准，在西大西洋向东北方向移动，于10月16日吹袭百慕大。第六号风暴强度达到一级飓风下限，对加勒比海西部多地构成破坏，其中又以牙买加和古巴灾情严重。第四号热带风暴的最高风速仅有每小时80公里、最低气压1004毫巴（百帕，29.62英寸汞柱），是本季强度最低的气旋。

## 风暴

### 第一号热带风暴
6月12日，本季首场热带风暴在加勒比海最西侧成型。当天下午，墨西哥近海多艘船只遭遇狂风大浪，墨西哥气象局驻切图马尔办事处率先发布报告宣布热带气旋形成。风暴向西移动，路线同伯利兹海岸平行，然后进入尤卡坦半岛东北角上空。气旋继续稳步北上经过墨西哥湾并缓慢增强，于6月14日达到持续风速每小时80公里、最低气压1000毫巴（百帕，29.53英寸汞柱）的最高强度。受北侧的高气压区影响，风暴行进路线形成逆时针环路，但又因低压槽影响转向北上，于6月16日以热带风暴下限强度从阿拉巴马州莫比尔附近登陆。转向西北后，气旋迅速减弱成热带低气压，最终于6月17日在密西西比州上空消散。
佛罗里达州西部和阿拉巴马州在风暴来袭前收到风暴警告，建议低洼地区居民转移到地势更高的地点。气旋造成的破坏程度很轻，仅导致一名男童跌入暴涨的河中溺毙。

### 第二号飓风
8月7日，背风群岛北侧形成热带风暴，其源头很可能是东风波。气旋朝西北偏西移动并缓慢增强，于8月11日途经巴哈马期间强化成飓风，并且当天就抵达佛罗里达州东岸，再用约15小时穿越该州。虽一度减弱成热带风暴，但气旋进入墨西哥湾后很快又重新增强，于8月13日在佛罗里达州阿巴拉契科拉附近登陆，移动速度在陆地上空大幅减缓，并且迅速消退。到8月14日，风暴已飘移到阿拉巴马州并弱化成热带低气压。接下来气旋转向东北，并在持续几天里保持热带低气压强度，最终于8月20日在纽约州上空消散。得益于报告和警告及时，针对风暴发展历程的预报“非常准确”。
佛罗里达州遭受的破坏程度很轻，部分树木连根拔起、窗户破损、输电线缆倒塌，农作物受到中等程度破坏，另有少量小型船只和质量较差的建筑受损。佛罗里达州西北狭长地带的供电和通讯线路受到风暴影响，另有一间码头仓库受到价值2000美元（1939年美元）的破坏。锡达礁有一名男子因划艇被大浪打翻溺亡，另有至少两人因气旋受轻伤。风暴移动速度缓慢，导致阿拉巴马州暴雨倾盆并引发严重洪灾。气旋还在北卡罗莱纳州催生出一场龙卷风，夺走一条人命。热带低气压继续深入内陆，令中大西洋地区普降暴雨，其中新泽西州海洋县塔克顿（Tuckerton）的降雨量超过360毫米，马纳霍金（Manahawkin）更达460毫米。

### 第三号热带风暴
8月15日，大西洋盆地发展出热带风暴，估计其最大持续风速为每小时100公里，最低气压1000毫巴（百帕，30英寸汞柱），到8月19日时已经消散。气象部门在当时的实际操作中没有发现这场风暴，经过现代再分析才将之加入大西洋飓风数据库。

### 第四号热带风暴
9月23日，中美洲上空的扰动天气区在坎佩切湾组织成热带风暴。气旋波澜不惊地向东北偏北穿越墨西哥湾，风速最高提升至每小时80公里。9月26日，风暴登陆路易斯安那州中南部，然后在当天消散。美国国家气象局驻新奥尔良办事处发出多份公告，不过气旋整体产生的影响很小。

### 第五号飓风
10月9日下午，背风群岛天气恶劣，存在低气压区，数据表明附近有风暴形成。10月12日，系统在波多黎各东北方向海域增强成热带风暴。气旋向西北移动并快速强化，然后转向西北远离西侧正在形成的高气压。10月15日清晨，风暴达到飓风标准，并且还继续强化，于10月16日达到最高强度，风速在现代萨菲尔-辛普森飓风等级下已属四级飓风标准。气旋当天从百慕大东侧近海经过，在加速向东北移动的同时减弱，最终于数天后在纽芬兰岛附近转变成温带气旋。
飓风沿途遇到多艘船只。由于海况恶劣，正前往纽约的“哈丁总统号”（President Harding）有一名船员淹死，另有73名船员或乘客受伤，部分人伤势严重，需动用应急医疗物资，船体也受到轻微损伤。气旋经过百慕大近海期间引发狂风暴雨，阵风时速达211公里。飓风引起严重破坏，狂风肆虐之下树木连根拔起，窗户破损，公共设施也受到破坏。

### 第六号飓风
10月29日，本季最后一个热带气旋在西加勒比海经东风波发展形成。系统起初向西北移动，不久又转向东进。朝正东飘移期间，风暴于10月31日达到飓风强度下限并从开曼群岛上空经过。强度回落至热带风暴标准后，气旋中心于当天从牙买加以北近海上空掠过，接下来又突然转向东北并从古巴最东端经过。到了11月3日，风暴已进入大西洋的巴哈马南部。气旋移动速度加快，最终在经过百慕大西侧后于11月6日转变成温带气旋。
大开曼测得的最高风速为每小时148公里，最低气压990毫巴（百帕，29.23英寸汞柱）。新闻报导称飓风对开曼群岛构成相当严重的破坏，牙买加北部也受到大面积破坏。飓风激起狂风巨浪并降下暴雨，牙买加有一人丧生。古巴也有一人死亡，瓢泼大雨引发的大面积洪灾还导致牧畜死亡，大量庄稼毁于一旦。